# Rex Stout
Rex Todhunter Stout (1. prosince 1886 Noblesville, Indiana, USA – 27. října 1975 Danbury, Connecticut, USA) byl americký spisovatel, autor detektivních románů. Proslul především svými romány s Nero Wolfem a jeho asistentem Archie Goodwinem. Prvním románem s těmito postavami byl Zmije hraje golf (Fer-de-Lance) a posledním Rodinná záležitost (Family Affairs). Je řazen ke klasikům amerického detektivního románu. Podle jeho knih bylo vytvořeno mnoho rozhlasových her, natočeno několik filmů a televizních seriálů, např. seriály Nero Wolfe (1981) a A Nero Wolfe Mystery (2001–2002).

## Život
Narodil se v Noblesville v americké Indianě, avšak krátce poté se jeho kvakerští rodiče John Wallace Stout a Lucetta Elizabeth Todhunter Stoutová odstěhovali spolu se svými devíti dětmi do Kansasu. V letech 1906–1908 sloužil v americkém námořnictvu (na jachtě prezidenta Roosevelta). V dalších čtyřech letech vystřídal asi třicet nejrůznějších profesí, včetně prodavače doutníků, a zároveň začal časopisecky publikovat své básně, povídky a články. Peníze mu však přineslo až vyvinutí školního bankovního systému kolem roku 1916. Systém, který přijalo zhruba 400 amerických škol a který umožňoval kontrolovat spoření žáků na účtech škol, mu vynesl tolik, že mu to umožnilo intenzivní cestování po Evropě.
V roce 1916 se oženil s Kennedy z Topeky v Kansasu. V roce 1932 se rozvedli a v témže roce se oženil s Polou Hoffmanovou z rakouské Vídně.

## Dílo
Svoji literární kariéru zahájil v roce 1910, když začal psát pro sešitové romány (tzv. pulp), kde zveřejňoval romantické a dobrodružné příběhy. Jeho první příběhy byly zveřejněny v All-Story Magazine, a poté i v celá řadě dalších časopisů. V roce 1927 se stal profesionálním spisovatelem a o dva roky později přišel o veškeré peníze z podnikání.
Svou první knihu „How Like a God“ napsal v Paříži v roce 1929. Jedná se o neobvyklý psychologický příběh napsaný ve 2. osobě. V průběhu své literární kariéry využíval celou řadu literárních forem od črt, přes povídky a romány. Stal se také průkopníkem politické detektivky, a to novelou The President Vanishes (1934), podle níž byl natočen stejnojmenný film.
Po návratu do USA se soustředil na psaní detektivních románů. Prvním z nich byl Zmije hraje golf (Fer-de-Lance), v němž také poprvé představil tělnatého detektiva Nero Wolfa a jeho asistenta Archie Goodwina. Později přidal i Dol Bonner, soukromou detektivku, a detektiva Tecumseha Foxe, nicméně Nero Wolfe zůstal jeho hlavní postavou. Až do autorovy smrti pak pravidelným tempem minimálně jednoho textu ročně vznikala další díla s tímto hrdinou.

### Romány a povídky s Nero Wolfem
Knihy jsou seřazeny podle data vydání v angličtině.
- 1934 Fer-de-Lance, Zmije hraje golf – přeložil Miroslav Drozd (1994)
- 1935 The League of Frightened Men, Liga vyděšených – přeložil Jiří Navrátil (1973), poprvé v Třikrát Nero Wolfe
- 1936 The Rubber Band, Dědictví Kláry Foxové – přeložil Jiří Prosecký (1994)
- 1937 The Red Box, Červená krabice – Miroslav Košťál (1997), poprvé v Tři případy a Nero Wolfe
- 1938 Too Many Cooks, Příliš mnoho kuchařů – přeložil František Jungwirth (1973), poprvé v Třikrát Nero Wolfe
- 1939 Some Buried Caesar, Pohřbený Caesar – přeložil A.J. Šťastný (1940), upr. pod názvem Pohřbený César (1970), později pod názvem Náhlá smrt přeložil Pavel Dominik (1996)
- 1940 Bitter End, Hořký konec – přeložila Kristýna Rosenbaumová (2001)
- 1940 Over My Dead Body, Jen přes mou mrtvolu – přeložil Jan Klíma (1995)
- 1940 Where There's a Will, Jeho poslední vůle – Miroslav Košťál (1997), poprvé v Tři případy a Nero Wolfe
- 1941 Black Orchids, Černé orchideje – přeložil Václav Janouch (1972), poprvé Černé orchideje : dva kriminální příběhy, později pod stejným názvem přeložil Miroslav Košťál (2002)
- 1942 Cordially Invited to Meet Death, Schůzka se smrtí – přeložil Václav Janouch (1972), poprvé Černé orchideje : dva kriminální příběhy, později pod názvem Srdečné pozvání na smrtpřeložil Miroslav Košťál (2002)
- 1942 Not Quite Dead Enough, Orchideje a uniformy – přeložili Miroslav Košťál a Zuzana Čaplová (2000), poprvé v 5x Nero a Archie
- 1944 Booby Trap, Past – přeložili Miroslav Košťál a Zuzana Čaplová (2000), poprvé v 5x Nero a Archie
- 1945 Help Wanted, Male, Najmu muže – přeložil Miroslav Košťál (2001), poprvé v Tři nepříjemnosti v 35. ulici
- 1946 The Silent Speaker, Němý řečník – přeložil František Jungwirth (1977)
- 1946 Instead of Evidence, Namísto důkazu – přeložil Miroslav Košťál (2001), poprvé v Tři nepříjemnosti v 35. ulici
- 1947 Man Alive, Živý mrtvý muž – přeložila Dana Vlčková (1999)
- 1947 Too Many Women, Příliš mnoho žen – přeložil Jiří Prosecký (1994)
- 1947 Before I Die, Dokud jsem živ – přeložil Miroslav Košťál (2001), poprvé v Tři nepříjemnosti v 35. ulici
- 1948 And Be a Villain, Prima jed – přeložil Miroslav Košťál (1998), poprvé v Tři případy z pískovcového domu
- 1948 Bullet for One, Poslední projížďka – přeložil Petr Guth (1999), poprvé v Tři stažené opony
- 1948 Omit Flowers, Nenoste květiny – přeložila Dana Vlčková (1999)
- 1949 The Gun with Wings, Okřídlená zbraň – přeložil Petr Guth (1999), poprvé v Tři stažené opony
- 1949 The Second Confession, Dvě přiznání – přeložil Jiří Špalek (1999)
- 1949 Door to Death, Dveře ke smrti – přeložila Dana Vlčková (1999)
- 1950 Disguise for Murder, Vražená žárlivost – přeložil Petr Guth (1999), poprvé v Tři stažené opony
- 1950 In the Best Families, V nejlepších rodinách – přeložil Miroslav Košťál (1998), poprvé v Tři případy z pískovcového domu
- 1951 Murder by the Book, Vražedná kniha – přeložil Miroslav Košťál (1999)
- 1951 The Cop-Killer, Tři vraždy: Poldův vrah – přeložila Bronislava Litnerová (1996) poprvé v Tři případy Nero Wolfa a státní policie
- 1951 The Squirt and the Monkey, Tři vraždy: Prcek a opice – přeložila Bronislava Litnerová (1996) poprvé v Tři případy Nero Wolfa a státní policie
- 1952 Prisoner's Base, Večerní host – přeložil Pavel Dominik (1996)
- 1952 This Won't Kill You, Tohle tě nezabije – přeložila Kristýna Rosenbaumová (2001)
- 1952 Home to Roost, Tři vraždy: Domov znamená bezpečí – přeložila Bronislava Litnerová (1996) poprvé v Tři případy Nero Wolfa a státní policie
- 1953 The Golden Spiders, Zlatí pavouci – přeložil František Jungwirth (1973) , poprvé v Třikrát Nero Wolfe
- 1953 Invitation to Murder, Pozvánka k vraždě – přeložila Kristýna Rosenbaumová (2001)
- 1953 The Zero Clue, Nulový klíč – přeložila Kristýna Rosenbaumová (2001)
- 1954 The Black Mountain, Černá Hora – přeložila Libuše Bartošová (1994)
- 1954 Die Like a Dog, Pes za bílého dne – přeložil František Vrba (1987), poprvé v 15 pátračů, později pod názvem Pojdi jako pes přeložil Otakar Lanc
- 1954 When a Man Murders..., Když někdo spáchá vraždu – přeložil František Vrba (1987), poprvé v Tři svědkové
- 1955 Before Midnight, Před půlnocí – přeložila Veronika Matysová (1998)
- 1955 en:Immune to Murder, Diplomatická vražda – přeložil Miroslav Košťál (2001), poprvé v Tři kandidáti na elektrické křeslo
- 1955 The Next Witness, Další svědek – přeložil František Vrba (1987), poprvé v Tři svědkové
- 1956 Might as Well Be Dead, Na toho už zapomeňte – přeložil Stanislav Pavlíček (1996)
- 1956 en:A Window for Death, Smrt přichází oknem přeložil Milan Stuchlík (1966), poprvé v Smrt přichází oknem (sborník povídek), později přeložil Miroslav Košťál
- 1956 Too Many Detectives, Příliš mnoho detektivů – přeložil František Jungwirth (1967), poprvé v Periskop 3/1967 Magazín Našeho vojska
- 1956 Too Many Detectives, Příliš mnoho detektivů - přeložil Miroslav Košťál (2001), vyšlo v Tři kandidáti na elektrické křeslo
- 1957 Easter Parade, Velikonoční procesí – přeložili Miroslav Košťál a Zuzana Čaplová (2000), poprvé v 5x Nero a Archie
- 1957 Fourth of July Picnic, Piknik čtvrtého července – přeložili Miroslav Košťál a Zuzana Čaplová (2000), poprvé v 5x Nero a Archie
- 1957 Christmas Party, Vánoční večírek – přeložili Miroslav Košťál a Zuzana Čaplová (2000), poprvé v 5x Nero a Archie
- 1957 If Death Ever Slept, Kdyby smrt někdy spala – přeložil Jiří Špalek (1999)
- 1958 Murder Is No Joke, Vražda není legrace – přeložili Miroslav Košťál a Zuzana Čaplová (2000), poprvé v 5x Nero a Archie
- 1958 Frame-Up for Murder, Vražda s intrikami – přeložila Kristýna Rosenbaumová (2001)
- 1958 Champagne for One, Osudné šampaňské – přeložila Zora Wolfová (1997)
- 1959 Plot It Yourself, Literární vraždy – Miroslav Košťál (1997), poprvé v Tři případy a Nero Wolfe
- 1960 Method Three for Murder, Postup číslo tři – přeložila Alice Vavřínková (1999), poprvé v 3 x detektivní román, později Vražda s metodou číslo 3 přeložil Miroslav Košťál
- 1960 Poison à la Carte, Talíř plný jedu – přeložila Alice Vavřínková (1999), poprvé v 3 x detektivní román, později Jedovaté menu přeložil Miroslav Košťál
- 1960 The Rodeo Murder, Vražda mezi kovboji – přeložila Alice Vavřínková (1999), poprvé v 3 x detektivní román, později Rodeo přeložil Miroslav Košťál
- 1960 Too Many Clients, Příliš mnoho klientů – přeložil Jiří Špalek (2001), poprvé v 2 x detektivní román
- 1961 Counterfeit for Murder, Nevůle Hattie Annisové – přeložil Jiří Navrátil (1975), poprvé v Třikrát vražda
- 1961 Death of a Demon, Smrt ďábla – přeložil Jiří Navrátil (1975), poprvé v Třikrát vražda
- 1961 The Final Deduction, Konečná dedukce – přeložil Jiří Špalek (2001), poprvé v 2 x detektivní román
- 1961 Kill Now — Pay Later, Zabij a zaplať – přeložil Miroslav Košťál (2000), poprvé v Trio pro tupé předměty
- 1962 Gambit, Gambit – přeložila Marie Frydrychová (1997)
- 1962 Eeny Meeny Murder Mo, Ententyny vrah je ten, a musí jít z kola ven – přeložil Jiří Navrátil (1975), poprvé v Třikrát vražda
- 1963 The Mother Hunt, Honba za matkou – přeložil Miroslav Košťál (1998), poprvé v Tři případy z pískovcového domu
- 1963 Blood Will Tell, Důkazem je krev – přeložil Miroslav Košťál (2000), poprvé v Trio pro tupé předměty
- 1964 A Right to Die, Právo na smrt – přeložil František Jungwirth (1967)
- 1964 en:Murder Is Corny, Kukuřice – přeložil Miroslav Košťál (2000), poprvé v Trio pro tupé předměty
- 1965 The Doorbell Rang, U dveří zazněl zvonek – přeložil František Jungwirth (1969)
- 1966 Death of a Doxy, Smrt děvky – přeložil Miroslav Drozd (1993)
- 1968 The Father Hunt, Kdo je můj otec – přeložil Jiří Burša (1996) poprvé v „Tři případy Nero Wolfa a státní policie“
- 1969 Death of a Dude, Smrt letního hosta – přeložila Vilma Anýžová (1999)
- 1973 Please Pass the Guilt, Nasaďte mu psí hlavu – přeložil Stanislav Pavlíček (1997)
- 1975 A Family Affair, Rodinná záležitost – přeložila Daniela Feltová (1997)
- 1985 Assault on a Brownstone, Nebezpečný úkryt (1959, posmrtně), – přeložila Kristýna Rosenbaumová (2001)

### Romány a povídky s dalšími hrdiny
- 1913 Her Forbidden Knight, Zapovězený rytíř – přeložil Miroslav Košťál (2004), poprvé v A ještě tři další
- 1914 Under the Andes fantasy
- 1914 Out of the Line, Oslava – přeložil Miroslav Košťál (2004), poprvé v A ještě tři další
- 1914 A Prize for Princes, detektivka
- 1916 The Great Legend, historický román
- 1929 How Like a God
- 1930 Seed on the Wind
- 1931 Golden Remedy
- 1933 Forest Fire
- 1934 The President Vanishes, Únos prezidenta – přeložila Zuzana Čaplová (2003) – politická detektivka
- 1935 O Careless Love!
- 1937 The Hand in the Glove, Ruka v rukavici – přeložila Markéta Havelková (2000), detektivka s Dol Bonnerovou
- 1938 Mr. Cinderella
- 1939 Mountain Cat, Divoká kočka – přeložil Milan Moučka, poprvé v Tři případy Nero Wolfa a státní policie
- 1939 Double for Death, Vražda nadvakrát – přeložila Dana Vlčková (2000), detektivka s Tecumsehem Foxem
- 1939 Red Threads, Červená nit – přeložil Antonín Otáhal (1999), detektivka s inspectorem Cramerem
- 1940 Bad for Business, Hořké pochoutky – přeložil František Jungwirth (1973), později Lahůdková vražda, přeložila Šárka Řeřichová, příběh s detektivem Tecumsehem Foxem, později upaven jako Bitter End s Nerem Wolfem
- 1941 The Broken Vase, Rozbitá váza – přeložil Michal Strenk (1995), detektivka s Tecumsehem Foxem
- 1941 Alphabet Hicks – přeložil Miroslav Košťál (2004), poprvé v A ještě tři další.

## Filmové a televizní adaptace

### Filmy
- 1936 Meet Nero Wolfe,[1] USA, v hlavní roli Nero Wolfa Edward Arnold
- 1937 The League of Frightened Men,[2] USA, v hlavní roli Nero Wolfa Walter Connolly

### Vybrané televizní adaptace
- 1969–1971 Nero Wolfe – série 10 televizních filmů (Itálie),[3] v hlavní roli Nero Wolfa Tino Buazzelli
- 1979 Nero Wolfe – televizní film (USA),[4] v hlavní roli Nero Wolfa Thayer David
- 1981 Nero Wolfe – televizní seriál (USA),[5] 14 epizod, v hlavní roli Nero Wolfa William Conrad (Jiří Voskovec v roli F. Brennera)
- 2000 The Golden Spiders: A Nero Wolfe Mystery – televizní film (USA),[6] v hlavní roli Nero Wolfa Maury Chaikin
- 2001–2002 A Nero Wolfe Mystery – navazující televizní seriál (USA),[7] 27 epizod, v hlavní roli Nero Wolfa Maury Chaikin